# Uskolisni dvoredac
Uskolisni dvoredac (divlja riga, razgranjeni dvoredac, lat. Diplotaxis tenuifolia) je biljka iz porodice krstašica (Brassicaceae). Udomaćena je u Europi i zapadnoj Aziji. Raste kao uobičajen korov uz puteve, te na zapuštenim mjestima. Kada se zgnječe, listovi razvijaju poseban miris. Cvjetovi su joj žute boje, imaju 4 latice. Mlada je biljka jestiva,najčešće se koristi kao salata ali je se može i kuhati. Okus je vrlo sličan rikoli ali je još intenzivniji.Sadrži u prosjeku oko 300 mg vitamina C i do 9 mg vitamina A.

## Sinonimi
- Diplotaxis tenuifolia subsp. cretacea (Kotov) Sobrino
- Diplotaxis tenuifolia var. integrifolia W.D.J.Koch
- Diplotaxis tenuifolia f. integrifolia (Koch) De Langhe
- Diplotaxis tenuifolia var. tenuifolia
- Diplotaxis tenuifolia subsp. tenuifolia[2]

## Vanjske poveznice
PFAF database Diplotaxis tenuifolia